# Burgstall Moosholz

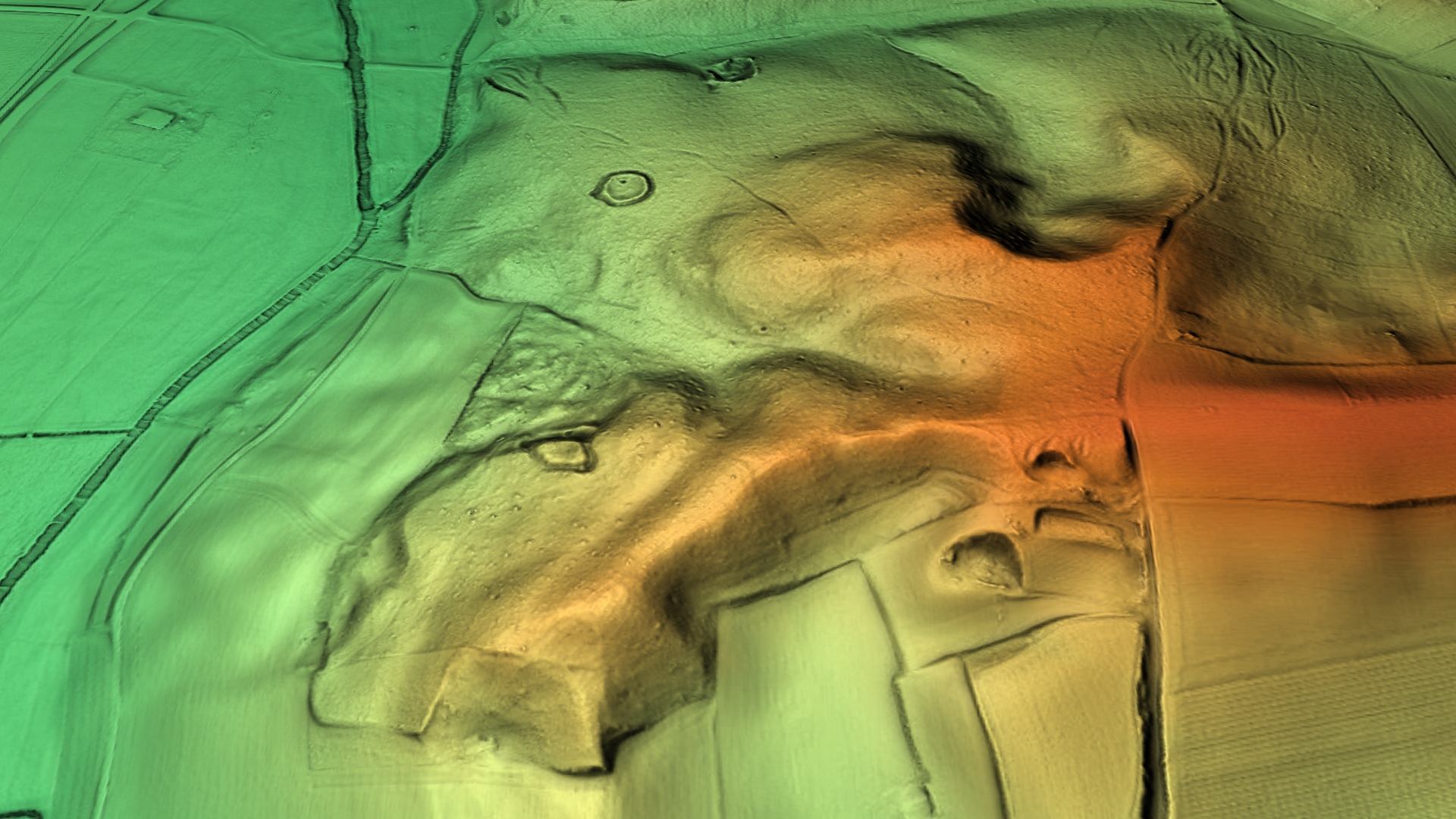
3D-Ansicht des digitalen Geländemodells

Der Burgstall Moosholz befindet sich ca. 1100 m südlich der Grabmühle, einem Gemeindeteil von Mainburg, im sog. Moosholz. Die Anlage wird als „Grabenwerk vor- und frühgeschichtlicher Zeitstellung (mittelalterlicher Burgstall)“ unter der Aktennummer D-2-7336-0161 im Bayernatlas aufgeführt. 220 m nördlich davon befindet sich ein „Ringwall des Mittelalters“ (Aktennummer D-2-7336-0044). Ob diese beiden Wehranlagen in einer Beziehung zueinander standen, ist nicht bekannt.

## Beschreibung
Der Ringwall weist die gleiche Hangneigung wie die Umgebung auf. Die Anlage besitzt einen vorgelagerten Graben. Der Durchmesser der Höhenburganlage beträgt auf der Wallkrone 28 m und der Grabensohle 32 m. Die Höhe des Walls beträgt auf der Ostseite 1 m und auf der Westseite 1,5 m. Der sonst lückenlose Wall besitzt auf der Südseite eine kleine Erdbrücke. An der Südwestseite ist der Graben in Richtung einer Wasserstelle unterbrochen.

## Geschichte
Über diesen ebenerdiger Ansitz gibt es keine historischen Mitteilungen. Die Art der Anlage weist auf eine Entstehung im 11. Jahrhundert hin. Im Inneren könnte eventuell ein hölzerner Beobachtungsturm gestanden haben, von dem aus das westlich davon verlaufende Abenstal überwacht werden konnte. Hier verlief eine Altstraße von Mainburg über die Grabmühle nach Nandlstadt bzw. von Hemau nach Freising, sodass die Errichtung verkehrsgeographisch bedingt gewesen sein könnte. 